# Rajd Dolnośląski 1985
Rajd Dolnośląski 1985 – 1. edycja Zimowego Rajdu Dolnośląskiego. Był to rajd samochodowy rozgrywany od 19 do 20 stycznia 1985 roku. Była to pierwsza runda Rajdowych Samochodowych Mistrzostw Polski w roku 1985. Rajd składał się z dwudziestu odcinków specjalnych. Został rozegrany na śniegu. Zwycięzcą został Marian Bublewicz.

## Wyniki końcowe rajdu[1][2]
| Miejsce | Kierowca             | Pilot                | Samochód               | Czas    | Strata | Grupa Klasa |
| ------- | -------------------- | -------------------- | ---------------------- | ------- | ------ | ----------- |
| 1       | Marian Bublewicz     | Ryszard Żyszkowski   | FSO Polonez 2000 Turbo | 1:51:05 | -      | B-31        |
| 2       | Andrzej Koper        | Wiesław Barszczewski | Renault 5 Alpine       | 1:59:11 | +8:06  | A-13        |
| 3       | Bogdan Wozowicz      | Marcin Osiowski      | Ford Escort RS 2000    | 2:05:44 | +14:39 | B-22        |
| 4       | Lesław Orski         | Witold Bogdański     | Renault 5 Alpine       | 2:07:42 | +16:37 | A-13        |
| 5       | Marek Sadowski       | Michał Broniatowski  | FSO 1600               | 2:10:41 | +19:36 | A-14        |
| 6       | Janusz Szerla        | Zbigniew Baran       | FSO 1600               | 2:12:42 | +21:37 | A-14        |
| 7       | Romuald Chałas       | Zbigniew Atłowski    | FSO 1600 A             | 2:13:09 | +22:04 | A-14        |
| 8       | Jerzy Dyszy          | Paweł Ciurzyński     | Lada VAZ 21011         | 2:13:53 | +22:48 | B-21        |
| 9       | Mariusz Kostrzak     | Paweł Klejman        | Lada VAZ 2105 MTX      | 2:14:07 | +23:02 | B-21        |
| 10      | Władysław Starkowski | Wacław Janowski      | Zastava 1300           | 2:14:56 | +23:51 | B-21        |